# Anne Rosenkrantz (1619-1688)
Anne Rosenkrantz (10. juli 1619 på Halmstad Slot – 10. juli 1688 i København) var en dansk adelsdame og godsejer. 
Hun var datter af Holger Rosenkrantz "den rige" til Glimminge og Lene Mogensdatter Gyldenstierne. Hun tilhørte således den såkaldte Glimminge-linje af den store Rosenkrantz-slægt. Blandt hendes otte søskende var blandt andet Oluf baron Rosenkrantz. 
Anne Rosenkrantz blev 19. oktober 1645 i Odense gift med rigsråd Otte Krag til Voldbjerg, Egeskov m.m. Ved hans død 1666 blev hun besidder af godserne. 
Hun døde på sin 69 års fødselsdag i 1688. Begge ægtefællerne ligger begravet i Roskilde Domkirke.